# Tatsuo Yoshida
Tatsuo Yoshida (吉田 竜夫 Yoshida Tatsuo?, 6 de marzo de 1932 - 5 de septiembre de 1977) fue un mangaka, dibujante, escritor y pionero del anime japonés, fundador del estudio de animación Tatsunoko Production.

## Biografía
Nacido en 1932, Yoshida creció en medio de la adversidad de la guerra en Japón. Autodidacta, su primer empleo fue trabajar para periódicos locales en Kioto.
Tras encontrar el éxito como mangaka en Tokio, incluyendo ganar el Premio Shōgakukan en 1972 por "Mitsubachi Monogatari: Minashigo Hutch", fundó Tatsunoko Production en 1962 junto a sus dos hermanos menores, Kenji (quien asumió el cargo de productor de Tatsuo tras su fallecimiento) y Toyoharu (conocido como Ippei Kuri).
El nombre del estudio Tatsunoko tiene un doble significado en japonés: "el hijo de Tatsu" y "dragón marino", siendo esto la inspiración para su logo de caballito de mar.
Yoshida dio el salto del papel a la pantalla de televisión y encontró un éxito moderado con la serie de carreras "Mach GoGoGo". Al ser adaptada dicha serie al mercado estadounidense, logró un gran éxito con el nombre de "Speed Racer". Luego, repitió su éxito en Latinoamérica y España, siendo conocida con el título de "Meteoro".
Tatsuo mostró un notable interés en el género de los superhéroes, el cual estaba en pleno auge durante aquellos años. En respuesta a esta tendencia, se concentró en la creación de personajes dotados de superpoderes. Creó la serie de acción "Gatchaman" (conocida como "Battle of the Planets" y "G-Force: Guardians of Space"), "Casshan" (también conocida como "Neo-Human Casshern", posteriormente reimaginada en la película de imagen real "Casshern" y el reboot de la continuidad "Casshern Sins"), "Hurricane Polymar" y "Tekkaman The Space Knight". Gowappa 5 Godam
Aunque la carrera de Tatsuo Yoshida fue truncada por su fallecimiento por cáncer de hígado en 1977, Tatsunoko Production ha continuado colaborando con destacados creadores para desarrollar series exitosas, tales como "Macross", "Mospeada", "Robotech", "Generator Gawl", "Time Bokan" y "Karas".

## Obras

### Anime
- Space Ace (1965-1966) - Historia original, Director de episodio
- Mach GoGoGo (1967-1968, conocido como Meteoro) - Historia original, Producción, Letras
- Dokachin the Primitive Boy (1968) - Historia original, Planificación, Producción
- Judo Boy (1969) - Historia original, Producción
- Hakushon Daimaō (1969-1970) - Historia original, Producción
- The Adventures of Hutch the Honeybee (1970-1971) - Historia original, Producción
- The Adventures of Hutch the Honeybee (1989-1990, remake) - Historia original
- Animmentary Ketsudan (1971) - Diseño de personajes, Director de animación, Producción
- Science Ninja Team Gatchaman (1972-1974) - Historia original, Diseño de personajes, Producción
- Demetan Croaker, The Boy Frog (1973) – Planificación, Diseño de personajes, Producción
- Casshan (1973) - Historia original, Diseño de personajes, Producción
- Hurricane Polymar (1974-1975) - Historia original, Diseño de personajes
- Tekkaman The Space Knight (1975) - Producción
- Time Bokan (1975-1976) - Producción
- Yatterman (1977-1979) - Producción
- Ippatsu Kanta-kun (1977-1978) - Producción